# Cậu bé kỳ quặc lớp 5B
Cậu bé kỳ quặc lớp 5B (tiếng Nga: Чудак из пятого «Б») là một bộ phim phiêu lưu - hài hước dành cho trẻ em của đạo diễn Ilya Frez, ra mắt lần đầu năm 1972.
Truyện phim phỏng theo câu chuyện Cậu bé kỳ quặc lớp 6B của nhà văn Vladimir Zheleznikov.

## Ê-kíp
- Họa sĩ: Igor Bakhmetyev
- Âm thanh: M.Galudzin
- Âm nhạc: Yan Frenkel

## Vinh danh
- Giải thưởng Nhà nước Liên Xô (1974)